# Připravte si kapesníky
Připravte si kapesníky (v originále Préparez vos mouchoirs) je francouzsko-belgický hraný film z roku 1978, který režíroval Bertrand Blier podle vlastního scénáře. Snímek měl světovou premiéru dne 11. ledna 1978.

## Děj
Raoul se snaží všemožně rozveselit svou ženu  Solange, ale nic nepomáhá. Až se rozhodne dát své ženě jako dárek cizího muže, kterého potkal v restauraci. Stéphane, učitel tělesné výchovy, jeho nabídku nakonec přijme. Solange však nijak nereaguje.
Během letního tábora, kde jsou Raoul a Stéphane instruktoři, se Solange seznámí s Christianem Beloeilem, nadaným 13letým chlapcem, do kterého se zamiluje. Jen jemu se podaří ji znovu rozesmát. Chlapec se na konci tábora odmítá vrátit domů. Následuje řada zvratů, na jejichž konci jsou Raoul a Stéphane uvězněni a Solange žije s teenagerem, se kterým čeká dítě.

## Obsazení
| Gérard Depardieu      | Raoul                   |
| Carole Laure          | Solange                 |
| Patrick Dewaere       | Stéphane                |
| Michel Serrault       | soused                  |
| Éléonore Hirt         | paní Belœil             |
| Jean Rougerie         | pan Belœil              |
| Sylvie Joly           | kolemjdoucí             |
| Riton Liebman         | Christian Belœil        |
| Liliane Rovère        | Marthe, servírka v baru |
| Michel Beaune         | lékař na ulici          |
| Roger Riffard         | lékař v přístavu        |
| André Thorent         | profesor                |
| André Lacombe         | odborář                 |
| David Gabison         | muž                     |
| Gilberte Géniat       | uvaděčka v divadle      |
| Jean Perin            | dělník                  |
| Bertrand De Hautefort | důstojník               |
| Philippe Brigaud      | doktor Papillon         |

## Ocenění
- Oscar: nejlepší zahraniční film
- Caesar: nejlepší filmová hudba (Georges Delerue)